# Mobile Monitoring

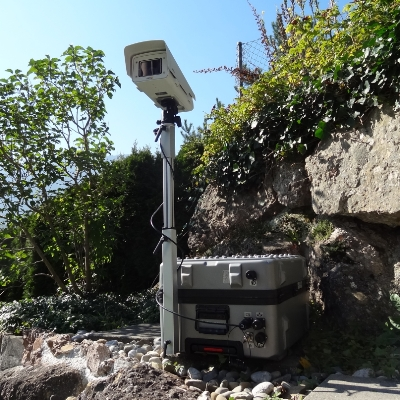
Mobile Monitoring – Überwachungsgerät im Einsatz (Securiton SecuriEye M2)

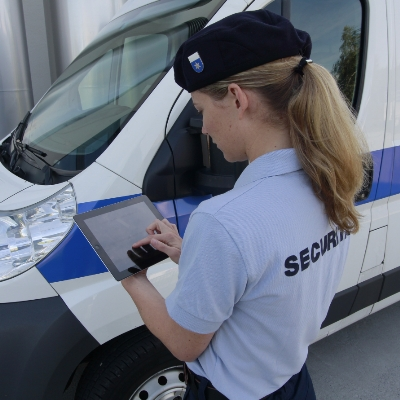
Mobile Monitoring – Beobachtungsgerät im Einsatz (Securitas Schweiz)

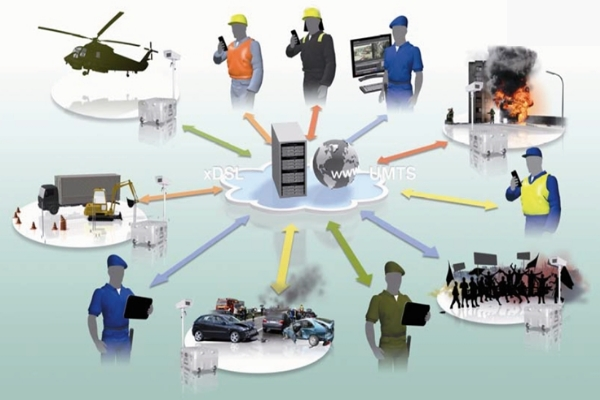
Mobile Monitoring – Funktionsdiagramm

Mobile Monitoring (mobile Überwachung) ist ein Sammelbegriff für die zeitbegrenzte Überwachung mittels mobiler technischer Hilfsmittel. Mobile steht dabei für beweglich und ortsveränderlich als auch für Mobilkommunikation. Mobile Monitoring unterstützt Sicherheitsorganisationen und deren Personal bei der Überwachung von Personen und Objekten.

## Grundlagen
Digitale Videotechnik, Audiotechnik, Sensoren, GPS, Funktechnik, Mobilkommunikation, Internet, VPN, Mobile Computing, Cloud Computing, Akkumulatoren bilden die Grundlagen. Diese Techniken, integriert in einen Verbund von mehreren Geräten ergeben zusammen ein Mobile-Monitoring-System. Dabei wird zwischen Überwachungs-, Netzwerk und Beobachtungsgeräten unterschieden. Netzwerkkomponenten können in die Überwachungs- und Beobachtungsgeräte eingebaut sein.

## Einsatz
In einem Überwachungsbereich werden Geräte eingesetzt, die automatisch oder nach Bedarf Überwachungsdaten an die Beobachtungsgeräte übertragen. Die Überwachungsgeräte sind unabhängig von Einsatzzeit, Einsatzort und Anzahl der einzusetzenden Geräte dynamisch in ein mobiles System eingebunden. Über Funknetzwerke und Internet werden Daten (Video, Audio, Metadaten und Alarme) der Überwachungsgeräte sicher und verschlüsselt an berechtigten Beobachtungsgeräte übermittelt. Die Summe aller eingesetzten Beobachtungsgeräte ergeben den Beobachtungsbereich. Von den Beobachtungsgeräten können Daten (Steuerbefehle und Audio) an die Überwachungsgeräte zurückübertragen werden.

## Einzug ins Sicherheitsgeschäft
Das Militär verfügte über die ersten Mobile-Monitoring-Systeme, die jedoch sechs- bis siebenstellige Summen kosteten. Mit der Verfügbarkeit von kommerziellen Systeme, können diese auch für polizeiliche und zivile Sicherheitsaufgaben eingesetzt werden. Die kommerziellen Systeme unterscheiden sich von den erstgenannten Spezialsystemen durch ihren einfachen Einsatz. Sichere Datenübertragungen und IT-Infrastrukturen sind dabei überall sofort verfügbar und müssen nicht mehr eigens aufgebaut werden.

## Anwendungen
Sowohl in der öffentlichen als auch in der privaten Sicherheit ist Mobile Monitoring einsetzbar.
In der öffentlichen Sicherheit wird Mobile Monitoring bei Behörden und Organisationen mit Sicherheitsaufgaben (BOS), bei Großanlässen, Großereignissen oder bei verdeckten Observationen angewendet. Die Anwendung erfolgt unabhängig davon, ob diese langfristig angekündigt oder überraschend erfolgt.
Sicherheitsunternehmen und private Anwender können Örtlichkeiten sofort temporär absichern und diese jederzeit und ortsunabhängig beobachten.
Gesetzliche Regelungen des Datenschutzes können den Einsatz von Mobile Monitoring Systemen beschränken.